# Pulzár

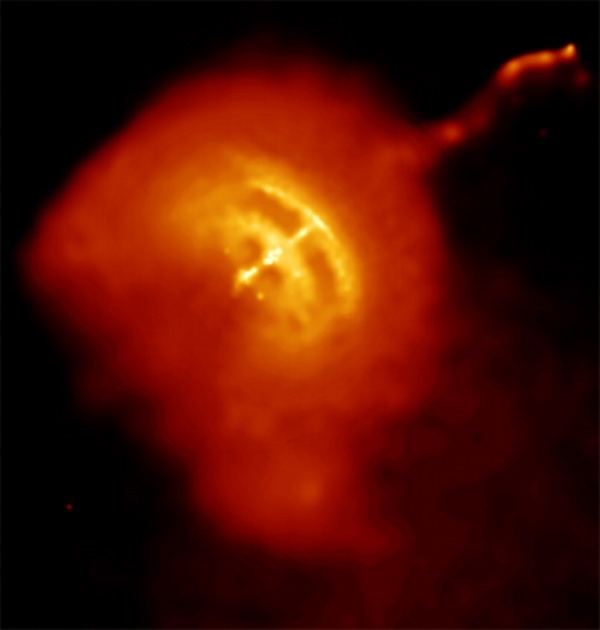
A Vela pulzár

A pulzár gyorsan forgó neutroncsillag, mely erős mágneses térrel rendelkezik (kb. 1011 – 1012 Gauss, ami valamivel kisebb, mint a magnetárok esetében).
Főleg szupernóva robbanások után jön létre, de olyan fehér törpe csillagokból is kialakulhat, amelyek elég sok anyagot gyűjtenek össze környezetükből, hogy bekövetkezzen a gravitációs összeomlás.
A pulzálás olyan neutroncsillagoknál lép fel, amelyeknél a mágneses tengely nem esik egybe a forgási tengellyel. Ahogy a környezetükből (gyakran egy ritkább légkörű kísérő csillagról) befogott anyag a mágneses pólusoknál zuhan a csillag felé, röntgensugarak formájában nagy mennyiségű energia szabadul fel egy kúp alakú térrészben. A mágneses pólusokról érkező röntgensugarak a tengelyforgás miatt egy távoli megfigyelő számára periodikus pulzálásként látszanak.
Az egyik legismertebb ilyen égitest az 1968-ban felfedezett Rák-pulzár, az égbolt legerősebb gamma-sugárzás forrása. Periódusa 33 ezredmásodperc, és forgása folyamatosan lassul.
A pulzárok egy osztálya a milliszekundumos pulzárok, melyek másodpercenként több száz fordulatot tesznek. Nagy forgási sebességüket az őket tápláló kísérőcsillagról eredő akkréciós korong perdülete adja, a korong pulzárra zuhanó anyaga a pulzárhoz közeledve ugyanis egyre gyorsabban forog. Az akkréciós korong a pulzár rádiósugárzását leárnyékolja, emiatt a pulzár az anyagátadás közben még nem látszik. (Ekkor például röntgenkettősként látszik az objektum.) Amikor az anyagátadás befejeződik, az akkréciós korong elfogy, és feltűnik a gyorsan, de fokozatosan lassulva forgó pulzár.

## Felfedezésük

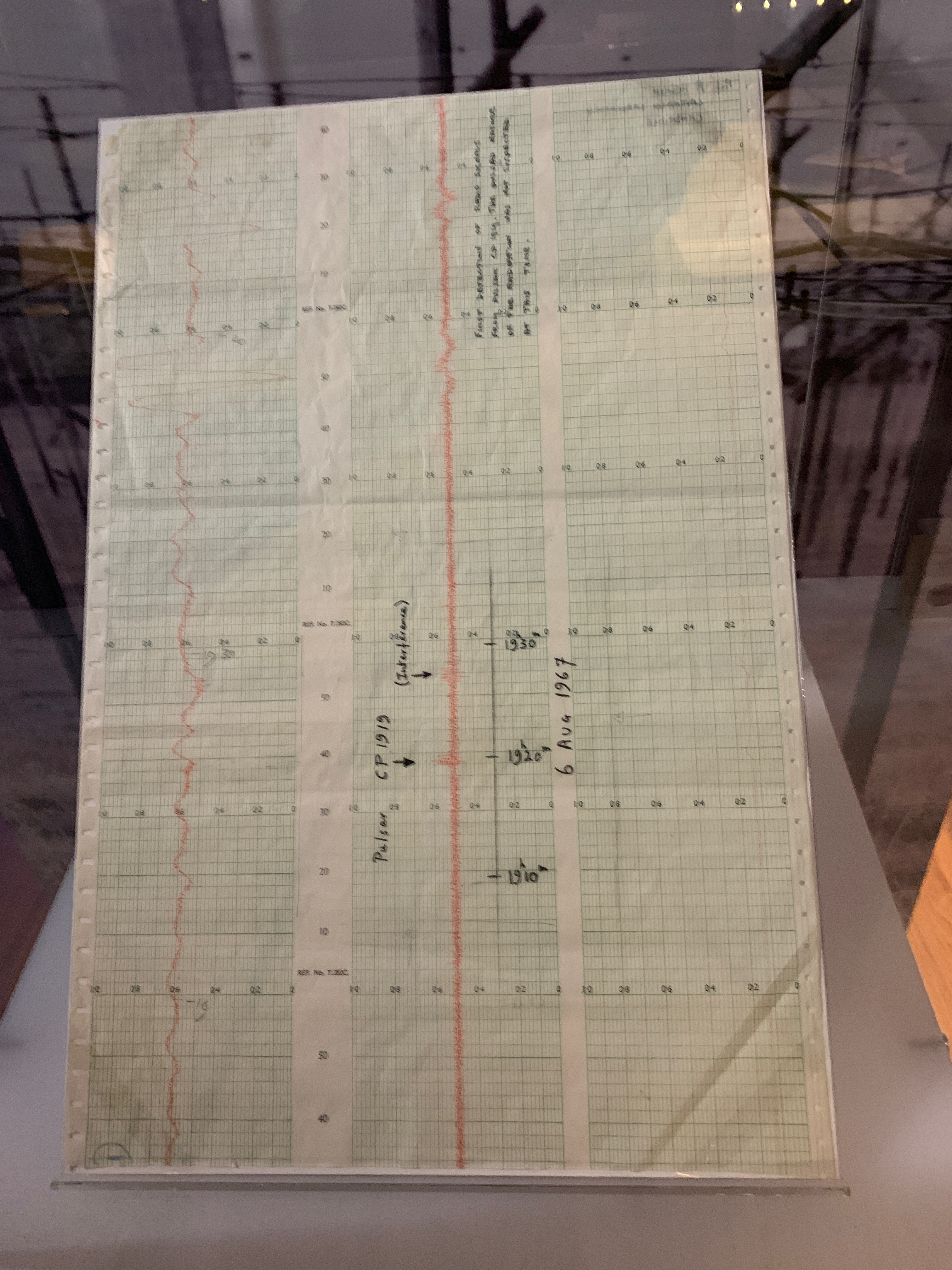
Az első bizonyíték pulzárok rádiójeleire, Jocelyn Bell Burnell felfedezése

A Cavendish rádióobszervatórium munkatársai 1967-ben egy új berendezést építettek. A csoport tagja volt Jocelyn Bell Burnell, egy kutatással foglalkozó doktorandusz diáklány. Amikor a rádiótávcső júliusban működni kezdett, Burnell volt a felelős a működtetéséért és az adatok elemzéséért.
Az adatok 4 darab 3 sávos mechanikus kiírószerkezeten jelentek meg, amik egyenként napi 30 méteres papírszalagot használtak el. Ezeket a rajzokat Bell Burnell vizuálisan elemezte, és hamar felismerte rajtuk a gyakran előforduló mintázatokat. Két hónapos megfigyelés után Bell észrevett egy szokatlan „satírozást” a papíron, ami nem hasonlított a korábbi mintázatokra. A korábbi feljegyzéseket visszanézve kiderült, hogy a jelenség már korábban is előfordult, és mindig az égbolt egy bizonyos irányából érkezett.
A furcsa jel alaposabb vizsgálatot igényelt, ezért október végén Bell Burnell felgyorsította a papírtekercs mozgását, amikor az égbolt adott területéről jöttek a jelek. Hetekig semmi eredmény nem volt, majd november végén a jelforrás újból megjelent. A jelsorozat rövid impulzusokból állt, amik periodikusan, 1,3 másodpercenként követték egymást.

### „Kis, zöld emberkék?”
Bell értesítette felettesét, Tony Hewish professzort. A professzor megállapította, hogy az 1,3 másodperc túl rövid ahhoz, hogy csillag sugárzása legyen, tehát valószínű, hogy a jelek földi eredetűek. Amikor azonban a jelforrás pozícióját ellenőrizték, az minden esetben a világűr felől jött.
Hewish és Bell több magyarázatot is felvetett. A jel forrása nem lehetett a Holdról visszaverődő radarjel, de valamelyik műhold sem. A jeleket egy második antennával is fogták, így a berendezés hibáját is ki lehetett zárni. A számítások azt mutatták, hogy a jelek a Naprendszeren kívülről érkeznek.
A Cavendish-csapat szabályos rádiójeleket fogott, amik valahonnan a saját galaxisunkból eredtek. Pilkington, Scott és Collins megmérte a jelek impulzusszélességét, és erre 16 ms (ms=ezredmásodperc) adódott, ami azt sugallta, hogy a jelek forrása egy kisebb bolygó lehet.
Ha azonban a jelek egy bolygóról indulnak el, a jel frekvenciájának változnia kellett volna a bolygó forgása következtében, a Doppler-hatás miatt. Hewish pontos méréseket végzett és kimutatta, hogy a jelek frekvenciaváltozása kis mértékű, és az a Föld Nap körüli keringéséből fakad.

### További pulzárok felfedezése
A rádiócsillagászok csoportja nem tudta biztosan, hogyan publikálják az eredményt. Nem tűnt valószínűnek, hogy idegen civilizáció jeleit fogták volna, de senkinek nem volt más ötlete. Jocelyn Bell ideges volt:
„Megpróbálom a doktorimat megírni egy új technika felhasználásával, és erre kis zöld emberkék épp az én antennámat és frekvenciámat választják arra, hogy jeleket küldjenek a földieknek.”
Bell visszatért a szalagok elemzéséhez, és hamarosan újabb „satírozásra” bukkant, ami az égbolt egy teljesen más részéről érkezett. Hasonlóan pulzáló jeleket fogott, amik ezúttal 1,2 másodpercenként ismétlődtek. Ez megerősítette abban, hogy a jelek természetes eredetűek kell, hogy legyenek.
„Teljesen valószínűtlen, hogy két idegen civilizáció ugyanazt a frekvenciát használná ugyanabban az időben arra a célra, hogy a Föld felé sugározzanak vele.”
1968 januárjában Hewish és Bell összesen négy „pulzáló forrást” talált (amiket ekkor neveztek el pulzárnak). Az első forrás megfigyeléséről, az adatokról és azok elemzéséről egy cikket írtak, ami 1968. február 24-én megjelent a Nature című tudományos magazinban.

### A felfedezők elismerése
1974-ben Antony Hewish és Martin Ryle (a Cavendish kutatócsoport irányítója) megkapta a fizikai Nobel-díjat „a rádiócsillagászatban végzett úttörő kutatásaikért”. Ryle „a megfigyelésekért és a találmányaiért”, Hewish „a pulzárok felfedezésében játszott meghatározó szerepéért” kapta a díjat. Ez volt az első alkalom arra, hogy a Nobel-díjat a csillagászat területén végzett munkáért ítéltek oda. Bell Burnell 1969-ben kapta meg doktori végzését Cambridge-ben. 1999-ben a csillagászat terén végzett tevékenységéért a CBE címet kapta meg. 2018-ban a 3 millió dollárral járó The Fundamenatl Physics Prize Special díjban részesült.

## Bolygók a pulzárok körül
Aleksander Wolszczan lengyel csillagász 1982-ben az Egyesült Államokba emigrált, ahol pulzárok keresésével foglalkozott a 300-méteres Arecibo rádiótávcsővel Puerto Ricóban. 1990 februárjában körülbelül 1500 fényévnyire felfedezett egy pulzárt a Szűz csillagképben, ami másodpercenként 161 forgást végzett. Wolszczan és Dale Frail csillagász felfedezte, hogy a „PSR 1257 + 12” azonosítójú pulzár körül legalább két bolygó kering, keringési periódusuk 66,5 és 98,2 nap, valamint 54, illetve 69 millió km-re keringenek a pulzártól. A bolygók tömege többszöröse a Földének. A felfedezést az tette lehetővé, hogy a bolygók a pulzár jelének beérkezési idejében apró, periodikus változásokat produkáltak.
1991-re Wolszczan és Frail bizonyos volt benne, hogy pulzár körüli bolygókat fedeztek fel. Meglepetésként érte őket a hír, hogy Andrew Lyne brit csillagász a Nature tudományos folyóiratban 1991. július 25-én arról számolt be, hogy a PSR 1829–10 pulzár körül keringő bolygót fedezett fel. Lyne azonban fél év múlva visszavonta a bejelentést. Ekkor Wolszczan és Frail megjelentették az eredményeiket, ugyancsak a Nature-ben, 1992. január 9-én.
Jogos a feltételezés, hogy más pulzárok körül is keringhetnek bolygók.

## A forgási periódus lassulása
Az Alicante Egyetem kutatóinak megfigyelései szerint az önálló, röntgensugárzó pulzárok forgási periódusának ciklusideje legfeljebb 10-12 másodperc lehet. Az újonnan keletkező pulzárok igen gyorsan, másodpercenként akár 100 fordulatot megtéve forognak. Ezt a forgást a neutroncsillag belsejében lévő elfajult anyag mágneses hatása állandóan fékezi, így a pulzár lassú mértékben, de állandóan lassul. A fékezőhatást előidéző erő azonban fokozatosan csökken, majd megszűnik, így a lassulás megáll.